# Индонезия на летних Олимпийских играх 1992
Индонезия принимала участие в Летних Олимпийских играх 1992 года в Барселоне (Испания) в девятый раз за свою историю, и завоевала одну бронзовую, две серебряные и две золотые медаль. Сборную страны представляли 42 спортсмена, из которых 15 женщин.

## Золото
- Бадминтон, женщины — Susi Susanti.
- Бадминтон, мужчины — Alan Budikusuma.

## Серебро
- Бадминтон, мужчины — Ardy Bernardus Wiranata.
- Бадминтон, мужчины — Eddy Hartono и Rudy Gunawan.

## Бронза
- Бадминтон, мужчины — Hermawan Susanto.